# Nicolás Rivera
Nicolás Rivera Faúndez (Pelarco, Chile, 27 de junio de 1998) es un futbolista profesional chileno que se desempeña como volante o extremo izquierdo. Actualmente se encuentra en Deportes Santa Cruz de la Primera B de Chile.

## Trayectoria
Proveniente de Pelarco, una localidad a unos kilómetros de Talca, llegó a las juveniles de Rangers a mediados de 2014, luego de realizar un recorrido por algunos clubes amateur del fútbol talquino.
Durante el año 2015 fue citado a la selección chilena sub-17 debido a sus destacadas participaciones en las divisiones inferiores de Rangers. Sin embargo, a pesar de sus participaciones, tanto en entrenamientos, como en partidos y campeonatos amistosos de dicha selección, no fue citado al mundial donde Chile posteriormente caería en octavos de final.
A pesar de esto, dichas participaciones conllevaron a que sí fuera citado por el club Rangers, primero para entrenar junto al equipo, mientras seguía participando de los partidos de las inferiores, y luego para llegar a la suplencia, finalmente debutando frente a Deportes Copiapó el 10 de mayo del 2015 y en el marco de la penúltima fecha del campeonato.
De ahí en adelante su carrera se mantuvo en el club rojinegro, durante el 2016 pudo mantener una regularidad en las participaciones en el equipo titular, sin embargo, durante la primera parte del 2017 y debido a su corta edad (19 años) perdió cierto protagonismo. Ya para 2018 y 2019 recuperaría su regularidad.
En 2020 fue protagonista del equipo, especialmente durante la segunda mitad del torneo, por su nivel y su juego rápido, ganándose el apoyo del técnico Luis Marcoleta, quién lo utilizaría en gran parte de los encuentros en dicha parte del campeonato donde Rangers estuvo muy cerca de obtener el ascenso a Primera División.
En diciembre de 2022 es anunciado como nuevo jugador de Coquimbo Unido de la Primera División Chilena. En febrero de 2024 es anunciado como refuerzo de Magallanes de la Primera B.

## Estadísticas

### Clubes
| Club                   | Div.       | Temporada  | Liga  | Liga  | Copas nacionales | Copas nacionales | Torneos internacionales | Torneos internacionales | Total | Total |
| Club                   | Div.       | Temporada  | Part. | Goles | Part.            | Goles            | Part.                   | Goles                   | Part. | Goles |
| ---------------------- | ---------- | ---------- | ----- | ----- | ---------------- | ---------------- | ----------------------- | ----------------------- | ----- | ----- |
| Rangers · Chile        | 2.ª        | 2014-15    | 2     | 0     | —                | —                | —                       | —                       | 2     | 0     |
| Rangers · Chile        | 2.ª        | 2015-16    | 10    | 2     | 1                | 0                | —                       | —                       | 11    | 2     |
| Rangers · Chile        | 2.ª        | 2016-17    | 11    | 2     | —                | —                | —                       | —                       | 11    | 2     |
| Rangers · Chile        | 2.ª        | 2017       | 8     | 0     | 2                | 0                | —                       | —                       | 10    | 0     |
| Rangers · Chile        | 2.ª        | 2018       | 20    | 1     | 2                | 0                | —                       | —                       | 22    | 1     |
| Rangers · Chile        | 2.ª        | 2019       | 10    | 1     | 2                | 0                | —                       | —                       | 12    | 1     |
| Rangers · Chile        | 2.ª        | 2020       | 23    | 2     | —                | —                | —                       | —                       | 23    | 2     |
| Rangers · Chile        | 2.ª        | 2021       | 23    | 3     | 2                | 0                | —                       | —                       | 25    | 3     |
| Rangers · Chile        | 2.ª        | 2022       | 25    | 0     | 1                | 0                | —                       | —                       | 26    | 0     |
| Rangers · Chile        | Total club | Total club | 132   | 11    | 10               | 0                | 0                       | 0                       | 142   | 11    |
| Coquimbo Unido · Chile | 1.ª        | 2023       | 6     | 0     | 0                | 0                | —                       | —                       | 6     | 0     |
| Coquimbo Unido · Chile | Total club | Total club | 6     | 0     | 0                | 0                | 0                       | 0                       | 6     | 0     |
| Total club             | Total club | Total club | 138   | 11    | 10               | 0                | 0                       | 0                       | 148   | 11    |
| 1. 2.                  |            |            |       |       |                  |                  |                         |                         |       |       |